# Albert IV le Sage
Pour les articles homonymes, voir Albert IV et Albert de Habsbourg.
Albert IV le Sage, né en 1188 et mort le 13 décembre 1239 à Ashkelon, est comte de Habsbourg et landgrave de Haute-Alsace, fils de Rodolphe II l'Ancien et d'Agnès de Staufen.

## Biographie
À la mort de Rodolphe II l'Ancien (1232), les possessions des Habsbourg sont partagés entre ses deux fils. L'aîné, Albert, hérite des domaines d'Alsace et d'Argovie ainsi que du titre de comte de Habsbourg. Son frère Rodolphe III reçoit les territoires d'Allemagne du Sud (Brisgau), fondant ainsi la branche des Habsbourg-Laufenbourg. Cette branche cadette (qui s'éteignit au début du XVe siècle et rejoignit alors la branche aînée) allait se rallier au parti guelfe tandis qu'Albert le Sage continua à servir fidèlement les Hohenstaufen. 
Il meurt en 1239 lors de la croisade dirigée par Thibaut Ier de Navarre.

## Mariage
Marié en 1217 avec Edwige de Kybourg, comtesse de Kybourg, fille d'Ulrich III de Kybourg et d'Anne de Zähringen, et il eut :
- Rodolphe Ier du Saint-Empire ;
- Albert V ;
- Hartmann ;
- Cunigunde mariée avec Otto III d'Ochsenstein ;
- Élisabeth mariée avec Frédéric IV le Lion de Hohenzollern ;
- Clémentine ;
- Évrard.